# Seznam slovenských představitelek pohádkových princezen
Toto je seznam slovenských představitelek pohádkových princezen.

## Seznam
- Barbora Bobuľová – Nesmrtelná teta (Pavlínka)
- Zuzana Kocúriková – Sůl nad zlato (Vanda)
- Jana Nagyová – Arabela (Arabela)
- Táňa Pauhofová – Čert ví proč (Anička)
- Magda Vášáryová – Princ Bajaja (Slavěna)
- Eva Vejmělková – O Janovi a podivuhodném příteli (Agnes), Paví pírko